# Medveđa
Medveđa (srbskou cyrilicí Медвеђа, albánsky Medvegja) je město a správní středisko stejnojmenné opštiny v Srbsku v Toplickém okruhu. Leží u břehu řeky Jablanice, blízko hranic s Kosovem, asi 43 km jihozápadně od města Leskovac. V roce 2011 žilo v Medveđě 2 848 obyvatel, v celé opštině pak 7 438 obyvatel. Naprostou národnostní většinu tvoří Srbové, žije zde ale i poměrně vysoké množství Albánců, Romů a Černohorců. Rozloha města je 19,82 km², rozloha opštiny 524 km².
Opština se administrativně dělí na město Medveđa a 41 vesnic. Mezi tyto vesnice patří Bogunovac, Borovac, Crni Vrh, Čokotin, Donji Bučumet, Donji Gajtan, Đulekare, Gazdare, Gornja Lapaštica, Gornji Bučumet, Gornji Gajtan, Grbavce, Gubavce, Gurgutovo, Kapit, Lece, Mala Braina, Marovac, Maćedonce (dvě vesnice se stejným názvem), Medevce, Mrkonje, Negosavlje, Petrilje, Poroštica, Pusto Šilovo, Ravna Banja, Retkocer, Rujkovac, Svirce, Sijarina, Sijarinska Banja, Sponce, Srednji Bučumet, Stara Banja, Stubla, Tulare, Tupale, Varadin, Velika Braina a Vrapce.